# Erythroxylum emarginatum
Erythroxylum emarginatum är en tvåhjärtbladig växtart som beskrevs av Peter Thonning. Erythroxylum emarginatum ingår i släktet Erythroxylum och familjen Erythroxylaceae. Inga underarter finns listade i Catalogue of Life.

## Bildgalleri

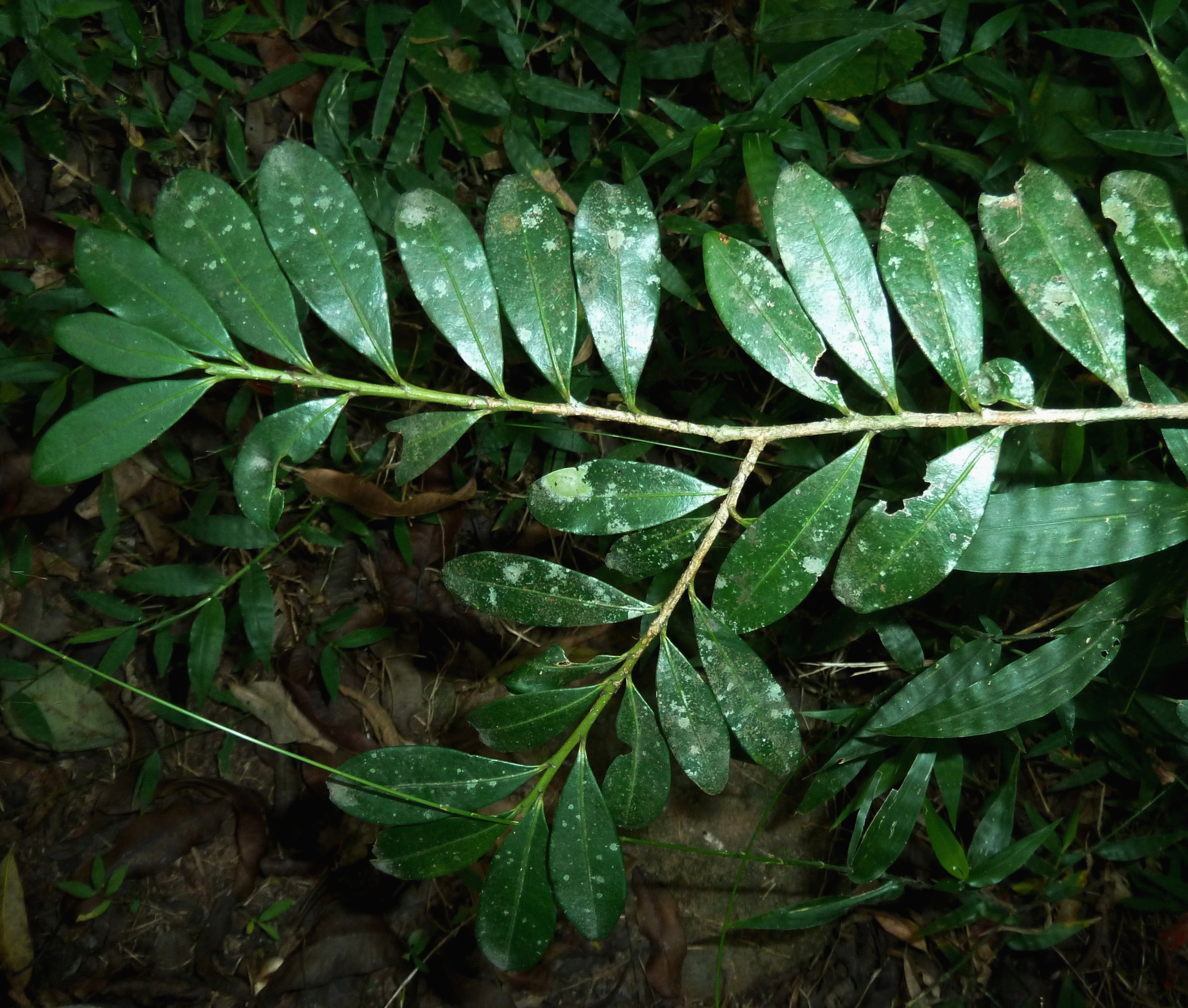